# Koforidua
Koforidua, lidově také K-dua nebo Koftown, je hlavní město východního regionu v jižní Ghaně. Koforidua byla založena v roce 1875 migranty z Ashanti. Někdy je používán také název New Juaben. Město má 183 727 obyvatel. Současné město vzniko roku 2010, kdy se spojila města Koforidua, New Juaben Sever a Jih. Architektura města je silně ovlivněna kolonialismem a také moderními vlivy.
Koforidua je obchodním centrem a regionálním hlavním městem Východního regionu a městské části New Juaben. Město je sídlem mnoha podniků, s výjimkou společností z oboru těžkého průmyslu. Ve městě sídlí společnost Intravenous Infusions Ltd., jedné z nejstarších farmaceutických společností v Ghaně a západní Africe a předního výrobce lékařského materiálu. Společnost je obchodována na Ghanské burze a byla zaregistrována v roce 1969.Město je také sídlem řady ministerstev a úřadů. Výstavba čtyřproudé dálnice spojující Technickou univerzitu Koforidua a Oyoko usnadňuje dopravu a podpořila ekonomiku města. Dálnice také slouží jako plnohodnotná alternativa k trase do Kumasi .

## Dějiny
Koforidua byla založena v roce 1875 akanskými migranty z Asantemanu. Dokončením železnice Kumasi v roce 1923 se Koforidua stala důležitým silničním a železničním uzlem. Koforidua je jedním z nejstarších center produkce kakaa v zemi. Dnes je také známé pro svůj každotýdenní čtvrteční mušlový trh,  který spojuje kupce a prodejce z celého Východního regionu.

### Legenda o Koforidue
Legenda říká, že hora Obuotabiri ležící v New Juabeng byla domovem bohů a chránila lidi. Věřilo se, že je obývána trpaslíky, a proto byla považována za náboženský základ v oblasti New Juabeng. Všichni obyvatelé města mají velkou úctu k hoře OBUOTABIRI - skále Tabiri.

## Turistika
Mezi nejvýznamnější turistické atrakce Koforiduy patří přírodní útvary, například hora Obuo Tabri, která je považována za posvátnou. Nedaleko se nachází přehrada Akosombo, která vytváří největší uměle vytvořené jezero na světě Lake Volta.
Turisty do Východní oblasti lákají také vodopády v oblasti, například vodopády Akaa a Boti. Přestože tyto turistické lokality fungují po celý rok, turisté jsou občas vybízeni k návštěvě v určitých ročních obdobích, zejména v období dešťů. V takových obdobích jsou zejména vodopády Boti plné vody a jejich návštěva je nejzajímavější.

## Vzdělání

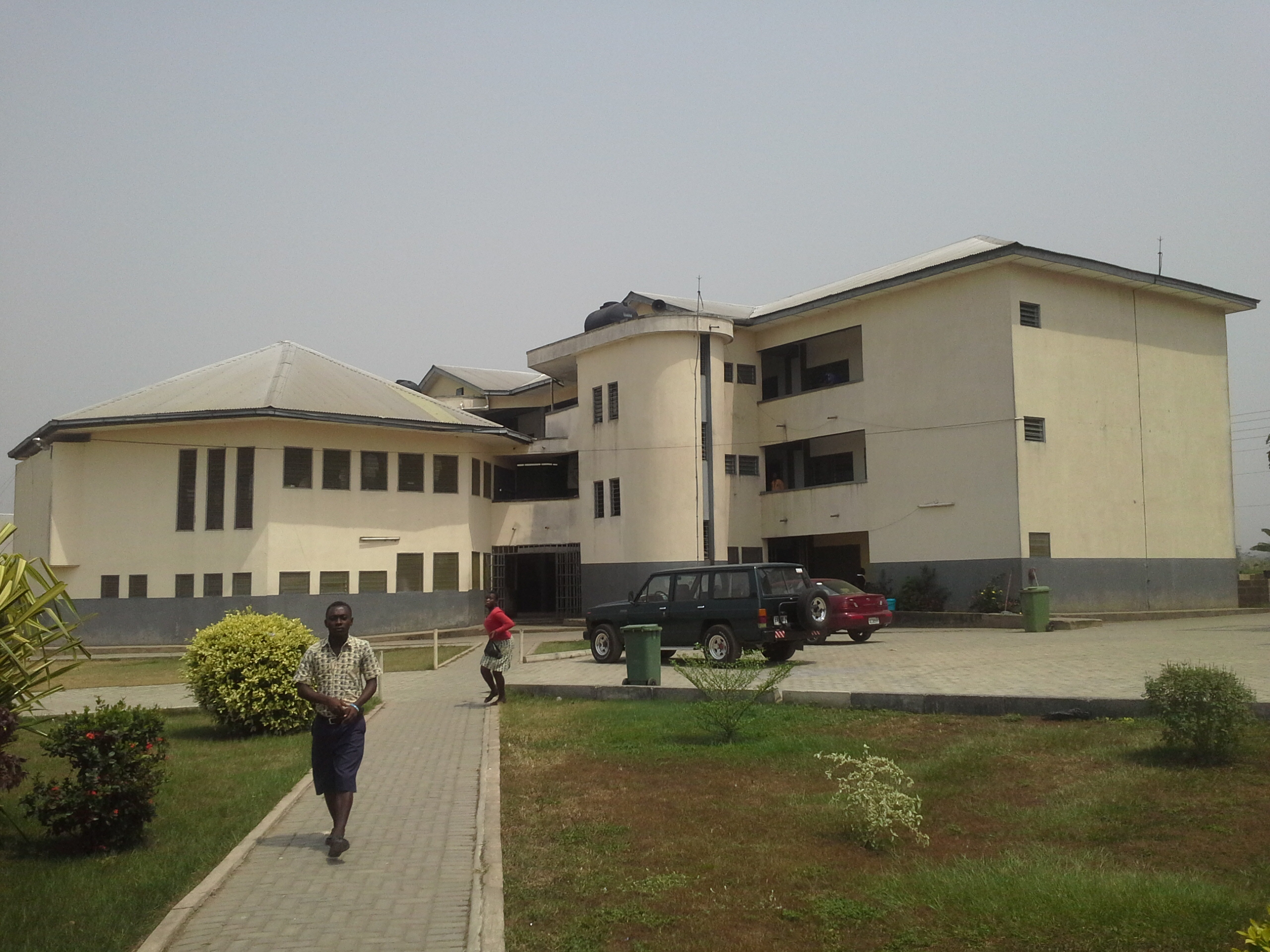
Střední škola Pentecost v Koforidue

Koforidua je hlavním centrem vzdělávání v Ghaně. Nachází se zde mnoho základních škol a řada významných vyšších středních škol v zemi. V roce 2012 se jedna z jejích škol Pope John Senior High School and Minor Seminary, umístila na 9. místě z více než 200 vyšších středních škol v Ghaně. Ve městě se nachází také Technická univerzita (Koforidua Technical University) a dvě soukromé univerzity - All Nations University College a Ghana telecom University College - a také další kampusy národních univerzit.

## Demografie

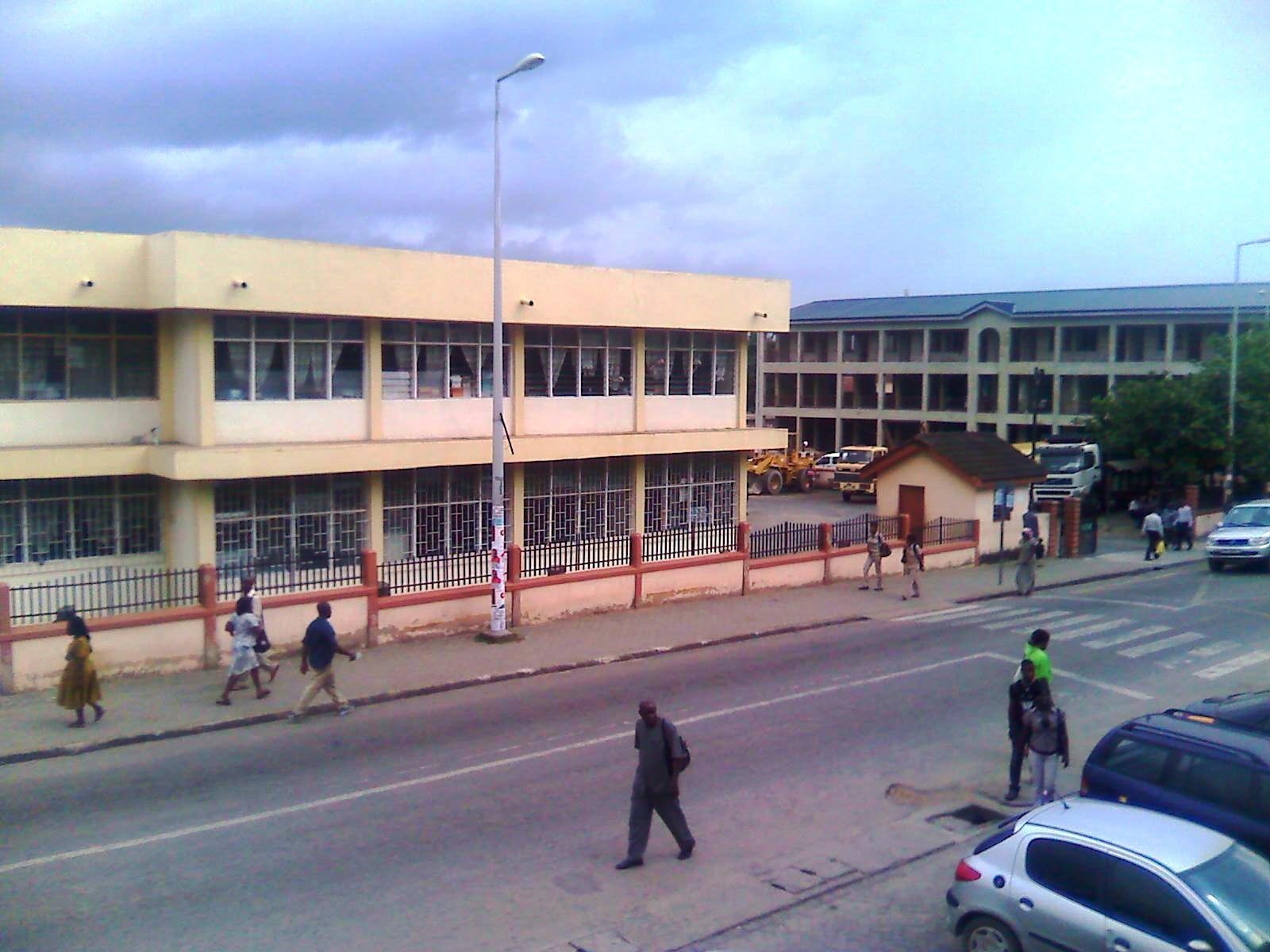
Hlavní ulice v Koforidue

V současné době má město přibližně 127 tisíc obyvatel a převažující etnickou skupinou jsou v něm Akánci. Každoročně se slaví "Akwantukese" (Festival velké cesty), který připomíná přesun předků obyvatel Koforiduy z 'Asantemanu' do jejich současné vlasti Koforidua.